# Liste der denkmalgeschützten Objekte in Langenstein (Oberösterreich)
Die Liste der denkmalgeschützten Objekte in Langenstein enthält die 22 denkmalgeschützten, unbeweglichen Objekte der oberösterreichischen Gemeinde Langenstein.

## Denkmäler
| Foto |                 | Denkmal | Standort                                                              | Beschreibung | Metadaten |
| ---- | --------------- | --- | --------------------------------------------------------------------- | --- | --- |
| ja   | Datei hochladen | Kirchenruine HERIS-ID: 25060 Objekt-ID: 21475                                                                                 | Frankenberg 10 Standort KG: Langenstein                               | Das Frankenberger Kircherl am Kirchberg Johannes Baptista ist schon 1234 urkundlich, geht aber in das 8. Jahrhundert und davor eine keltische Befestigung zurück. Die Ruine erinnert an die Ermordung von rund 300 Protestanten der machländischen Bauernbewegung um Martin Aichinger, die sich 1636 in der Kirche (Frankenberger Kircherl) versteckt hatten (Bauernkriegsdenkmal Frankenberg). | BDA-Hist.: Q37889887 Status: Bescheid Stand der BDA-Liste: 2025-06-30 Name: Kirchenruine GstNr.: 1340 Frankenberg church in Langenstein                                                           |
| ja   | Datei hochladen | SS-Mannschaftshäuser und Überreste, Polnischer Gedenkstein HERIS-ID: 91015 Objekt-ID: 105726                                  | Poschacherstraße 1 Standort KG: Langenstein                           | Diese gemauerten Funktionsblocks des SS-Totenkopf-Wachsturmbannes Gusen wurden 1941/42 errichtet und waren Teile der SS-Kaserne des ehemaligen Konzentrationslagers Gusen I in Gusen beim Areal Poschacher. Im vorderen Teil des parallel zur ehemaligen Hauderer-Straße gelegenen Funktionsblocks befand sich das SS-Wachlokal für den taghabenden Offizier und im hinteren Teil, noch heute zu sehen, die zwei Garagen für die Lagerfeuerwehr des Konzentrationslagers. | BDA-Hist.: Q64691985 Status: Bescheid Stand der BDA-Liste: 2025-06-30 Name: SS-Mannschaftshäuser und Überreste, Polnischer Gedenkstein GstNr.: 1589/1, 1603/1, 1605/1                             |
| ja   | Datei hochladen | Burgruine Spielberg HERIS-ID: 25071 Objekt-ID: 21486                                                                          | Spielberg 1 Standort KG: Langenstein                                  | Eindrucksvolle Ruine einer Ringburg, die südwestlich des Ortes Langenstein liegt. Ursprünglich auf einer Insel in der Donau liegend und zur Gemeinde Enns gehörend, heute durch die Donauregulierung an der Nordseite des Flusses gelegen (Schlossau). Anmerkung: Alternative Schreibweise Spilberg | BDA-Hist.: Q1015521 Status: Bescheid Stand der BDA-Liste: 2025-06-30 Name: Burgruine Spielberg GstNr.: .334, 2255, 2256 Burgruine Spielberg                                                       |
| ja   | Datei hochladen | Gemauerte Häftlingsbaracken HERIS-ID: 98599 Objekt-ID: 114537seit 2016                                                        | Untere Gartenstraße 9a+9b Standort siehe Beschreibung KG: Langenstein | Die Errichtung dieser beiden gemauerten Häftlingsblöcke wurde bereits 1941 begonnen, kam aber nach der Errichtung des Rohbaues der beiden Erdgeschoße zum Erliegen. Die Fertigstellung erfolgte erst in den Jahren 1943 und 1944 als durch die Ansiedlung von Produktionsstätten der Steyr Daimler Puch und der Messerschmitt GmbH Regensburg wieder ausreichend Finanzmittel für die Lagererweiterung zur Verfügung standen. Im Obergeschoß und im Dachgeschoß dieser beiden Häftlingsblöcke waren ab diesem Zeitpunkt vorwiegend KZ-Häftlinge untergebracht, die in diesen beiden Rüstungsbetrieben beim KZ Gusen I Sklavenarbeit zu leisten hatten. Im Zeitraum zwischen 1941 und 1944 befand sich zwischen den Rohbau-Erdgeschoßen dieser beiden gemauerten Häftlingsblöcke die Erschießungsmauer des KZ Gusen I. Im Raum zwischen diesen beiden auch Neubau genannten Gebäuden wurden also unzählige Menschen durch Erschießungskommandos hingerichtet. Auch nutzte man in diesem Zeitraum diese Rohbauten, um dort arbeitsunfähige Häftlinge gezielt verhungern zu lassen. Anmerkung: Die beiden Häftlingsbaracken: ⊙, ⊙ | BDA-Hist.: Q64691987 Status: Bescheid Stand der BDA-Liste: 2025-06-30 Name: Gemauerte Häftlingsbaracken GstNr.: .332, .333                                                                        |
| ja   | Datei hochladen | Wohnhaus, Bordellbaracke HERIS-ID: 98597 Objekt-ID: 114535seit 2016                                                           | Untere Gartenstraße 14+16 Standort KG: Langenstein                    | Das ehemalige Häftlingsbordell des Konzentrationslagers Gusen I wurde 1942 auf Befehl des Reichsführers SS als gemauertes Gebäude mit auffallenden Säulen aus Granitsteinen errichtet. In diesem Gebäude wurden bis 1945 acht bis zehn weibliche Häftlinge aus dem KZ Ravensbrück für Häftlingsfunktionäre und privilegierte KZ-Häftlinge zur Prostitution gezwungen. Dieses Gebäude wird seit vielen Jahrzehnten als privates Wohnhaus genutzt und ist heute Teil der Siedlung Gusen mit welcher nahezu das ganze Lagerareal des ehemaligen Konzentrationslagers Gusen I überbaut wurde. | BDA-Hist.: Q64691986 Status: Bescheid Stand der BDA-Liste: 2025-06-30 Name: Wohnhaus, Bordellbaracke GstNr.: 1614/2, 1618/2                                                                       |
| ja   | Datei hochladen | Wohnhaus, sog. Jourhaus HERIS-ID: 22427 Objekt-ID: 18759seit 2016                                                             | Untere Gartenstraße 18 Standort KG: Langenstein                       | Das Jourhaus des ehemaligen Konzentrationslagers Gusen I wurde Ende 1941 von KZ-Häftlingen errichtet. Es diente als Torgebäude und beherbergte im Bereich rechts neben dem Eingangstor des ehemaligen Lagergefängnis (den sog. „Bunker“). Dort wurden zahlreiche Menschen eingekerkert, grausam gefoltert und ermordet. Dieses Jourhaus wurde 1965 durch die Republik Österreich zunächst an die Gemeinde Langenstein verkauft und von dieser dann weiter privatisiert. Es dient seit vielen Jahren als repräsentatives, privates Wohnhaus. Am 7. April 1944 wurde in diesem Gebäude der bedeutende österreichische Pädagoge, Priester und Widerstandskämpfer Johann Gruber nach längeren, schweren Folterverhören durch den Lagerkommandanten des Konzentrationslagers Gusen I grausam ermordet. | BDA-Hist.: Q64691983 Status: Bescheid Stand der BDA-Liste: 2025-06-30 Name: Wohnhaus, sog. Jourhaus GstNr.: 1609                                                                                  |
| ja   | Datei hochladen | Ehemaliger Appellplatz mit Begrenzungs- bzw. Böschungsmauern sowie Gedenkstein HERIS-ID: 98600 Objekt-ID: 114538seit 2016     | Poschacherstraße 5 Standort KG: Langenstein                           | Die im Herbst 2016 in diesem Bereich sondierten baulichen Reste umfassen: - die massive Granitsteinschlichtung des Unterbaues des ehemaligen Appellplatzes - die Steinfundamente und den Estrichboden der ehemaligen Häftlingsküche im Ausmaß von 57 × 15 Metern - Teile der monumentalen und bis zu 6 Meter hohen Terrassenmauer, welche einst den Appellplatz des Konzentrationslagers Gusen I von den Industrieeinrichtungen der DEST in Gusen trennte. | BDA-Hist.: Q64691988 Status: Bescheid Stand der BDA-Liste: 2025-06-30 Name: Ehemaliger Appellplatz mit Begrenzungs- bzw. Böschungsmauern sowie Gedenkstein GstNr.: 1576/3, 1589/1, 1589/3, 1589/4 |
| BW   | Datei hochladen | Appellplatz HERIS-ID: 98601 Objekt-ID: 114539seit 2017                                                                        | Poschacherstraße 5 Standort KG: Langenstein                           | Ehemaliger Apellplatz des KZs Gusen | BDA-Hist.: Q37772296 Status: Bescheid Stand der BDA-Liste: 2025-06-30 Name: Appellplatz GstNr.: 1589/1, 1576/3, 1589/3, 1589/4                                                                    |
| ja   | Datei hochladen | Schotterbrecher HERIS-ID: 98604 Objekt-ID: 114542seit 2016                                                                    | Poschacherstraße 5 Standort KG: Langenstein                           | Groß-Schotteranlage (Steinbrecher) des ehemaligen KZ Gusen I. Diese Groß-Schotteranlage beim Steinbruch Gusen-Kastenhof wurde von KZ-Häftlingen des KL Gusen I im Zeitraum zwischen Oktober 1941 und März 1943 für die DEST-Werkgruppe St. Georgen errichtet, um Kleinmaterial, das bei der Produktion von Werksteinen aus Granit abfiel, in großen Mengen zu kriegswichtigem Gleisschotter zu verarbeiten. Diese Groß-Schotteranlage war damals die größte derartige Anlage in ganz Europa und war über eine eigene Anschlussbahn (der sog. „Schleppbahn“) über den Bahnhof St. Georgen/Gusen mit dem Streckennetz der Deutschen Reichsbahn verbunden. Eisenbahnwaggons konnten zur raschen Befüllung nebeneinander auf zwei parallel durch diese Anlage hindurchführenden Geleisen gleichzeitig befüllt werden. | BDA-Hist.: Q64691989 Status: Bescheid Stand der BDA-Liste: 2025-06-30 Name: Schotterbrecher GstNr.: 1576/3                                                                                        |
| ja   | Datei hochladen | Teilstück der Schleppbahntrasse mit Stützmauer HERIS-ID: 98615 Objekt-ID: 114553seit 2016                                     | Standort KG: Langenstein                                              | Bei diesem Teilstück verbreiterte sich die sog. Schleppbahn der SS zu einem etwa 400 Meter langen, dreigleisigen Kopfbahnhof, der zwischen dem Steinbruch Kastenhof und dem Konzentrationslager Gusen I lag. Die heute noch in Teilen sichtbare Stützmauer trennte eine nördlich dieses Kopfbahnhofes angelegte höher liegende Terrasse ab, auf der die DEST-Werkgruppe St. Georgen ab Anfang 1944 der Messerschmitt GmbH Regensburg die sog. „Me-Halle I“ im Ausmaß von etwa 3000 Quadratmetern für die Produktion von Rümpfen für Messerschmitt Me-109 Jagdflugzeuge der sog. Betriebsabteilung II (Ba II) zur Verfügung stellte. | BDA-Hist.: Q64691990 Status: Bescheid Stand der BDA-Liste: 2025-06-30 Name: Teilstück der Schleppbahntrasse mit Stützmauer GstNr.: 1568/6, 1576/3                                                 |
| ja   | Datei hochladen | Memorial mit Krematoriumsofen und Besucherzentrum mit archäologischen Ausgrabungen HERIS-ID: 98616 Objekt-ID: 114554seit 2016 | Obere Gartenstraße 8, neben Standort KG: Langenstein                  | Das Memorial Gusen, einer der bedeutendsten Memorialbauten in Österreich, wurde in den Jahren 1961 bis 1965 nach dem Entwurf der Mailänder Architektengruppe BBPR über den erhaltenen gebliebenen Resten des Krematoriums des Konzentrationslagers Gusen errichtet. | BDA-Hist.: Q1645842 Status: Bescheid Stand der BDA-Liste: 2025-06-30 Name: Memorial mit Krematoriumsofen u. Besucherzentrum mit archäolog. Ausgrabungen GstNr.: 1551/1, 1551/8 Memorial Gusen     |
| ja   | Datei hochladen | Steinmetzhalle HERIS-ID: 98618 Objekt-ID: 114556seit 2016                                                                     | Poschacherstraße 7 Standort KG: Langenstein                           | Dieses Werkstatt- und Schlossereigebäude des DEST-Steinwerkes Gusen-Kastenhof wurde von KZ-Häftlingen in den Jahren 1941 und 1942 errichtet und wurde ab 1943 für die Ausbildung ziviler Steinmetzlehrlinge durch die DEST-Werkgruppe St. Georgen verwendet. | BDA-Hist.: Q64691991 Status: Bescheid Stand der BDA-Liste: 2025-06-30 Name: Steinmetzhalle GstNr.: 1589/1, 1589/3                                                                                 |
| ja   | Datei hochladen | Betonmauern einer Kläranlage HERIS-ID: 98620 Objekt-ID: 114558seit 2016                                                       | Standort KG: Langenstein                                              | Die einfache Kläranlage im KZ Gusen wurde nach Herbst 1941 errichtet, nachdem durch die schlechten hygienischen Zustände im Lager Seuchen ausgebrochen waren, die sich durch erkrankte SS-Männer in die Bevölkerung übertrugen. | BDA-Hist.: Q64691992 Status: Bescheid Stand der BDA-Liste: 2025-06-30 Name: Betonmauern einer Kläranlage GstNr.: 1661/2, 1628/1                                                                   |
| ja   | Datei hochladen | Luftschutzbunker HERIS-ID: 98622 Objekt-ID: 114560seit 2016                                                                   | Standort KG: Langenstein                                              | → Hauptartikel : KZ Gusen f1 | BDA-Hist.: Q64691993 Status: Bescheid Stand der BDA-Liste: 2025-06-30 Name: Luftschutzbunker GstNr.: 1539/4, 1539/1                                                                               |
| BW   | Datei hochladen | Steinbruch „Oberbruch“ HERIS-ID: 112018 Objekt-ID: 130067seit 2016                                                            | Standort KG: Langenstein                                              | → Hauptartikel : KZ Gusen f1 | BDA-Hist.: Q64691994 Status: Bescheid Stand der BDA-Liste: 2025-06-30 Name: Steinbruch „Oberbruch“ GstNr.: 757/2, 765/2                                                                           |
| ja   | Datei hochladen | Steinbruch Gusen mit Kranfundament HERIS-ID: 112019 Objekt-ID: 130068seit 2016                                                | Standort KG: Langenstein                                              | → Hauptartikel : KZ Gusen f1 | BDA-Hist.: Q64691995 Status: Bescheid Stand der BDA-Liste: 2025-06-30 Name: Steinbruch Gusen mit Kranfundament GstNr.: 1595/1                                                                     |
| ja   | Datei hochladen | Transformatorengebäude HERIS-ID: 112020 Objekt-ID: 130069seit 2016                                                            | Poschacherstraße 9, in der Nähe Standort KG: Langenstein              | → Hauptartikel : KZ Gusen f1 | BDA-Hist.: Q64691996 Status: Bescheid Stand der BDA-Liste: 2025-06-30 Name: Transformatorengebäude GstNr.: .215                                                                                   |
| ja   | Datei hochladen | Teile der Bahntrasse, Schleppbahn Normalspur HERIS-ID: 112021 Objekt-ID: 130070seit 2016                                      | Standort KG: Langenstein                                              | → Hauptartikel : KZ Gusen f1 | BDA-Hist.: Q64691998 Status: Bescheid Stand der BDA-Liste: 2025-06-30 Name: Teile der Bahntrasse, Schleppbahn Normalspur GstNr.: 2174                                                             |
| ja   | Datei hochladen | Stollen Kellerbau mit Überresten der ehemaligen Fabrikationsstätte HERIS-ID: 112022 Objekt-ID: 130073seit 2016                | Standort KG: Langenstein                                              | → Hauptartikel : KZ Gusen f1 | BDA-Hist.: Q64691999 Status: Bescheid Stand der BDA-Liste: 2025-06-30 Name: Stollen Kellerbau mit Überresten der ehemaligen Fabrikationsstätte GstNr.: 1506/1                                     |
| ja   | Datei hochladen | Terrassenmauern ehem. Werkstättengebäude HERIS-ID: 112023 Objekt-ID: 130074seit 2016                                          | Standort KG: Langenstein                                              | → Hauptartikel : KZ Gusen f1 | BDA-Hist.: Q64692000 Status: Bescheid Stand der BDA-Liste: 2025-06-30 Name: Terrassenmauern ehem. Werkstättengebäude GstNr.: 708/2, 717/2                                                         |
| ja   | Datei hochladen | Luftschutzbunker(-stollen) der DEST HERIS-ID: 112450 Objekt-ID: 130643seit 2016                                               | Standort KG: Langenstein                                              | → Hauptartikel : KZ Gusen f1 | BDA-Hist.: Q64692002 Status: Bescheid Stand der BDA-Liste: 2025-06-30 Name: Luftschutzbunker(-stollen) der DEST GstNr.: 1241                                                                      |
| BW   | Datei hochladen | KZ Gusen HERIS-ID: 111812 Objekt-ID: 129822seit 2013                                                                          | Standort KG: Langenstein                                              | Teile des ehemaligen Konzentrationslagers Gusen. In Wienergraben beim dortigen Steinbruch. Anmerkung: Die Koordinaten beziehen sich auf das GSt. Nr. 654/4 | BDA-Hist.: Q37826873 Status: Bescheid Stand der BDA-Liste: 2025-06-30 Name: Lagergebäude GstNr.: 654/2, 654/4, 658/5, 655, 2155, 2156                                                             |